# Ipnosi regressiva
L'ipnosi regressiva è una metodologia non scientifica utilizzata da alcuni psicoterapeuti che, secondo i suoi sostenitori, sarebbe in grado di fare affiorare durante la trance ricordi rimossi di eventi traumatici che influenzerebbero la vita di un soggetto provocando in lui problemi di ordine psicologico.
Secondo tale ipotesi, il termine "regressiva" indicherebbe l'intenzione di stimolare nel soggetto in trance la capacità di ricordare esperienze rimosse dal conscio facendo "regredire" lo stesso soggetto nello stato ipnotico capace di indurlo a recuperare suoi ricordi rimossi di eventi passati e, grazie a questo recupero, di eliminare i suoi problemi psicologici.
L'ipnosi regressiva è considerata dalla maggior parte degli specialisti e più in generale dalla comunità scientifica una procedura metodologica pseudoscientifica che crea dei falsi ricordi: la fonte dei ricordi, presentati come frutto di vite passate, è costituita da racconti creati dal subconscio sotto l'influenza delle informazioni e dei suggerimenti forniti dal terapeuta.
I ricordi creati sotto ipnosi non sarebbero inoltre distinguibili dai reali ricordi e potrebbero apparire più vivi di quelli reali.

## La pratica
La pratica dell'ipnosi regressiva prevede in primo luogo di depotenziare nel soggetto la relazione con l'ambiente esterno. Secondo Milton Erickson, per ottenere tale risultato è necessario, tramite una serie di suggestioni di stanchezza e di sopore, portare il paziente a una condizione di dormiveglia riposante. Successivamente si induce il fenomeno chiamato "regressione".
Erickson intende con questo termine la capacità dei soggetti che abbiano ricevuto appropriate suggestioni e istruzioni di richiamare in vita ricordi, schemi comportamentali e abitudini di un periodo precedente che può giungere fino all'infanzia. C'è da specificare che Milton Erickson non sosteneva la regressione a "vite precedenti", pratica del tutto lontana dal suo rigore scientifico.
Altri soggetti si spingono a ritenere l'ipnosi in grado di far retrocedere i ricordi a tempi antecedenti alla vita attuale, postulando perciò forme di "resurrezione" psico-spirituale. La liberazione (abreazione) e la rielaborazione dei contenuti emozionali favorirebbero il riequilibrio psicologico del soggetto.

## La questione della rievocazione di presunte vite precedenti
Per i sostenitori di questa metodologia, durante la rievocazione intraipnotica il paziente potrebbe comunicare contenuti riferibili a presunte vite precedenti.
Secondo il parere prevalente della comunità scientifica, ciò è attribuibile a immaginazione, falsi ricordi, suggestione e condizionamento da parte del conduttore che favorirebbe l'emersione nel soggetto di criptomnesie e confabulazioni.
A sostenere il parere opposto sono invece i praticanti della disciplina quali Raymond Moody, Brian Weiss, Ian Stevenson, Angelo Bona, Alex Raco che nella loro pratica clinica affermano di avere riscontrato, durante le regressioni ipnotiche, l'emergere di contenuti riferibili a presunte vite precedenti.
Le più antiche pratiche di regressione a vite precedenti compaiono nelle Upaniṣad, risalenti al 900 a.C. Patanjali, vissuto probabilmente tra il IX e il IV secolo a.C. e ritenuto il maggior esponente del Raja Yoga, negli Yogasutra definisce la regressione pratiprasavah (riassorbimento, nascita a ritroso). Secondo la scuola di pensiero a lui ispirata la regressione a vite precedenti sarebbe in grado di eliminare il karma accumulato nei samskara (impressioni coscienziali)  durante esistenze precedenti. La questione delle presunte vite precedenti viene trattata anche nel libro Dianetics di L. Ron Hubbard.